# غياب الأب
يحدث غياب الأب عندما ينفصل الوالدان فيغادر الوالد المنزل ولا يعيش مع أطفاله. ثبت أن انفصال الوالدين يؤثر على نمو الطفل وسلوكه. لقد ارتبط طلاق الوالدين المبكر (أثناء المدرسة الابتدائية) بمزيد من السلوكيات الداخلية والخارجية لدى الطفل، في حين أن الطلاق في وقت لاحق في مرحلة الطفولة أو المراهقة قد يضعف الأداء الأكاديمي. في حين أن غياب الأب ينجم أساسًا عن طلاق الوالدين وانفصالهما فهناك عوامل أخرى مثل فقر الأسرة ما يجبر الأب على الغياب شبه الدائم لتوفير المصروف.

## الصعوبات

### مشاكل عامة
على الرغم من الاتفاق المحدود بين الباحثين فيما يتعلق بالأهمية الدقيقة للأبوة، يُنظر إلى الآباء تقليديًا على أنهم مقدمو الحماية والدعم لنمو الطفل. قد يؤثر غياب الأب على سلوك الطفل من خلال عدد من المسارات، خاصة في مرحلة الطفولة المبكرة والمتوسطة. غالبًا ما يؤدي غياب الأب إلى انخفاض دخل الأسرة، وعدم فعالية الأبوة والأمومة (التربية) الناتجة عن الصراعات المستمرة بين الوالدين والضيق النفسي في أعقاب الانفصال.

### التأثير على الطفل
أظهرت الأبحاث أن الأطفال الذين عانوا من انفصال الوالدين في بداية حياتهم غالبًا ما يواجهون صعوبات في النمو والسلوك. يؤثر انفصال الوالدين مثلا على علاقة الأطفال بوالديهم، وتعليمهم، وصحتهم، ورفاهيتهم. هناك دراسات أخرى وجدت وأظهرت الآثار السلبية لغياب الأب على الأطفال لكن بعض هذه الدراسات لم تأخذ في الاعتبار العوامل الأخرى التي يحتمل أن تساهم مثل خصائص الطفل وعلاقته مع الوالدين قبل الانفصال، وجنس الطفل، والحالة الاجتماعية وحتى البيئة الأسرية قبل الانفصال.

### الصعوبات السلوكية والنفسية
فيما يتعلق بآثار غياب الأب، قامت دراسة بريطانية حديثة بتقييم سلوك الطفل في أكثر من 15.000 أسرة باستخدام ما يعرف بالحدود الفاصلة السريرية لاستبيان نقاط القوة والصعوبات (SDQ)، مع الأخذ في الاعتبار باقي العوامل المنزلية مثل الموارد المالية والصحة العقلية للوالدين والمشاكل الأسرية. وجدت الدراسة أن غياب الأب في سن معينة بسبب السفر للعمل في دولة ثانية مثلًا، ينبئ باحتمال كبير أن يعاني الطفل من صعوبات أكثر من أقرانه ممن يعيشون مع أسرهم (الوالد والوالدة خصوصا) وذلك بعد عامين. خلصت الدراسة إلى أن غياب الأب قد يسبب صعوبات محددة بما في ذلك اضطراب الشخصية الحدي، وفرط النشاط الشديد، والمشاكل العاطفية غير الطبيعية. وعلى نحو مماثل، ارتبطت النزعات الخارجية والاجتماعية الشديدة للطفل خلال سنوات ما قبل المدرسة أيضًا باحتمال أكبر لغياب الأب. ترى الدراسة أن غياب الأب يبدو أنه سبب لهذه المشاكل التي يعاني منها الطفل أكثر من كونه مجرد نتيجة. على الضفة المقابلة فإن مشاركة الآباء في تنمية الأطفال من خلال عدة أشياء مثل التفاعل المباشر لها تأثير إيجابي على نتائج الطفل الاجتماعية والسلوكية والنفسية، وشكل عام فإن حضور بشخصية الأب يقلل من تكرار المشاكل السلوكية والانحراف لدى الأبناء والمشكلات النفسية لدى البنات، مع تسهيل النمو المعرفي لدى الأطفال.

## النهج النظري

### النهج التطوري
تفترض نظرية تاريخ الحياة نظرية تاريخ الحياة التطورية أن النساء قد يستثمرن في نسلهن أكثر من الرجال بسبب بطء معدل التكاثر لدى الإناث، ويضيف بعض المنظرين أن ارتباط الأمومة المؤكد بالذرية قد يجعل المرأة تستثمر أكثر من الرجل، وذلك لأن بعض الرجال قد يكون لديهم ثقة أبوة متغيرة في أن الطفل هو استمرار لنسله.

### النهج الديناميكي النفسي
يفترض النهج الديناميكي النفسي أن السلوك يحفزه الاحتياجات والدوافع الأساسية ويتشكل في بعض الأحيان من خلال تجارب الطفولة اللاواعية. يشير النهج الديناميكي النفسي إلى أنه لكي يتمكن الطفل من تطوير هوية جنسية طبيعية، يجب أن يتم تربيته في أسرة تقليدية حيث يوجد أب وأم. يعتقد سيغموند فرويد مثلا أن تربية الطفل من قبل أم وحيدة يمكن أن تربك هوية الطفل أو تقوده إلى أن يصبح مثليًا، وقد يعيق غياب الأب اكتساب الابن للدور الذكوري التقليدي، إذ لا يستطيع أن يقتدي بسلوكه وموقفه. وعلى نفس المنوال، يمكن أن يكون لدى الأبناء الذين لم يعيشوا سنين طفولتهم مع آبائهم هويات جنسية مشوشة خاصة إذا انفصل الابن عن والده في سن الرابعة، فقد يكون أقل حزما، وأقل انخراطا وحرصا على ممارسة الرياضة، وأقل ذكورة من الأولاد الآخرين وأكثر اعتمادا على أقرانه.
مع ذلك فقد اعتبرت نتائج بعض الدراسات التجريبية حول تحديد الجنس النفسي متناقضة وغير حاسمة، وقد سلطت عدد من الدراسات الضوء على هذه العواقب السلبية للأسرة المكونة من الوالدين من جنسين مختلفين على الأطفال. فعلى النقيض مما ذكر أولا، أشار آخرون إلى أن التربية في أسر مثلية أو وحيدة العائل حيث يكون الأب غائبًا لم تؤثر على النمو النفسي الجنسي للأطفال مثلما صور، لكن هذه الدراسات أقرت بارتفاع العدوانية والخضوع ووجود نقص في الحزم والعزم.

## النهج البيولوجي
قد تكون الجينات والهرمونات مسؤولة عن ميل الآباء إلى الغياب. لقد ثبت أن بعض أنماط الحمض النووي تؤثر على درجة إخلاص الفرد واستثماره في نسله وأسرته. تشير دراسة أجريت على فئران البراري إلى أن الجين AVPR1A يؤثر على نشاط مستقبلات الفازوبريسين في مناطق الدماغ، على غرار الأوكسيتوسين يمكن لهرمون الفاسوبريسين أن يسهل الثقة والتعاطف والترابط الاجتماعي. أدى حقن الفاسوبريسين في فئران الحقل الجبلية التي تتزاوج ذكورها مع أكثر من أنثى إلى زيادة كبيرة في احتمال أن تصبح هذه الذكور أحادية الزوجة، وهذا بدوره قد يقلل من احتمالية أن يصير الذكر أبًا غائبًا.
كشف تحليل قام على 56 دراسة لتوائم وأشقاء متبنون لأكثر من 200.000 عائلة أن التركيب الجيني يؤثر بشكل كبير على سلوك الأبوة والأمومة للفرد. تؤثر الجينات الموجودة في الأب بما يصل إلى 40% من مشاعره الإيجابية أو السلبية تجاه أطفاله، وبهذا المعنى تساهم الجينات في إعجاب الأب بأطفاله أو نفوره منهم، وهو ما قد يؤدي إلى غياب الأب في حالة النفور. الجينات مع ذلك ليست هي العامل الوحيد الذي يتنبأ بما إذا كان الأب سيحب طفله أو يكرهه.

## الفروق الجنسية
هناك أدلة تجريبية متضاربة حول التأثير النسبي لغياب الأب على نمو الأبناء الذكور والإناث. كشفت دراسة حديثة أجريت في المناطق الريفية في إثيوبيا، حيث قد يعني غياب الأب انخفاضًا كبيرًا في دخل الأسرة، عن وجود فرق كبير بين رفاهية الأبناء الذكور والإناث ممن غاب آبائهم في السنين الأولى من حياتهم، ووجد الباحثون على وجه الخصوص أن خطر وفاة الرضيع الذكر شهريا يتضاعف إذا كان الأب البيولوجي غائبا كما أنه خطر أكبر بنسبة 30٪ من خطر وفاة الإناث عند غياب الأب. بالنسبة للرضع الإناث، فقد ارتبط غياب الأب (على عكس وجوده) بانخفاض خطر الوفاة، فضلا عن ارتفاع الحالة التغذوية. لوحظ هذا الاختلاف بين الجنسين على الرغم من التفضيل الثقافي القوي للأبناء في المنطقة، ومن ناحية أخرى، ففي البلدان المتقدمة مثل المملكة المتحدة حيث قد لا يؤدي غياب الأب إلى إلحاق ضرر كبير بدخل الأسرة، فإن آثار غياب الأب لا تتأثر بشكل ملحوظ بالجنس، ومع ذلك فإن باقي العوامل مثل دخل الأسرة والأعراف الثقافية، لها أهمية في رفاهية الطفل ونموه.

### التأثير النفسي على الرجال
عندما ينضج الشاب بدون نموذجه البيولوجي الذكري، فقد يؤدي ذلك إلى ردود فعل بسيطة وعنيفة حسب الحالات مثل التوتر الزائد وكراهية السلطة، والعدائية، والمعدلات المبكرة للقاءات الجنسية، بالإضافة لما قد ينتج عن حديث الأم السلبي عن الأب، وباقي الأيديولوجيات المضغوطة وكذلك ضغط أن هذا الابن سيصبح المعيل في وقت أبكر.

### التأثير النفسي على المرأة
هناك فكرة متفق عليها بشكل عام بين المؤلفين في الأدبيات المتعلقة بالأبوة وهي أن علاقة الفتاة بوالدها هي بمثابة نموذج لجميع علاقاتها مع الرجال في حياتها، سواء كانت رومانسية أو غير ذلك. العديد من الدراسات التي أجريت وجدت نفس النتيجة وهي أن غياب الأب في حياة الابنة يمكن أن يؤدي إلى زيادة الاختلاط والنشاط الجنسي. أجريت دراسة بحثية مشهورة سميت "هل يؤدي غياب الأب إلى تعرض البنات لخطر خاص للنشاط الجنسي المبكر والحمل في سن المراهقة؟" (العنوان الأصلي: Does Father Absence Place Daughters at Special Risk for Early Sexual Activity and Teenage Pregnancy?) حيث ركزت الدراسة بشكل أكبر على توقيت غياب الأب في حياة الابنة، وانطلاقا من مخرجات هذه الدراسة ودراسات أخرى مشابهة حدد الباحثون قواسم مشتركة بين 5 عوامل تعمل على تفسير كيفية تأثير فقدان الأب على تطور المرأة نفسيا.
- اللا عامل (Un-Factor): هو تطور أفكار ومفاهيم غير مناسبة لدى الشابات، فعندما تبدأ الشابات في تصديق هذه الأفكار، فإن ذلك يخلق نبوءة محققة ذاتيًا حيث يقبلن ويجذبن الحب فقط من الرجال الذين يؤكدون مشاعرهم بأنهم غير محبوبين أو غير جديرين أو أي أفكار أخرى.[24]
- عامل المخاوف الثلاثية (Triple Fears Factor): العامل المعروف أيضًا باسم متلازمة التخلي عن الطفل أو متلازمة الطفل المهجور، وهو المكان الذي تعبر فيه المخاوف الثلاثة المحددة بشكل شائع (الخوف من الرفض، والخوف من الهجر، والخوف من الالتزام) عن نفسها. ويمكن التعرف على كل خوف في البداية في المراحل المبكرة من الحياة دون وجود عامل المخاوف الثلاثية. يمكن للمرأة اليتيمة أن تتبنى هذه المخاوف بسبب الصعوبة أو الصدمة أو غيرها من الألم الناجم عن غياب والدها.[27] علاوة على ذلك، يمكن للأب الغائب أن يترك الأنثى تشعر بأنها مهجورة، وأنها "ليست جيدة بما فيه الكفاية"، ثكلى، وغير متأكدة من ماذا يعني أن تكون ملتزمًا. إن الرفض يمكن أن يخلق مشاعر متناقضة بسبب ألفة الموقف وإمكانية التنبؤ به مقابل مشاعر الخيانة والخوف من الهجران. بشكل عام، فما سيفعله بعض من هؤلاء الأشخاص الذين يمرون من هذه المتلازمة هو اللعب بأمان لحماية أنفسهم حيث لن يضعوا أنفسهم في مواقف ستكون حميمة. سيكونون اجتماعيين وجنسيين وفكريين إلى حد كبير، لكنهم ليسوا حميمين.[28]
- عامل الشفاء الجنسي (Sexual Healing Factor): وهو العامل والذي يتم تحديده بشكل شائع بين النساء من مختلف الفئات العمرية والثقافات للتعبير الجنسي، يميل إلى أن يكون بمثابة المؤشر الرئيسي لفقد الأب لدى المرأة. يُعزى عامل الشفاء الجنسي لدى الفتيات والنساء في المقام الأول إلى السلوك الجنسي، بدءًا من الرغبة الجنسية المفرطة إلى التجنب الكامل للعلاقة الحميمة واللاجنسية، وفي كلا النقيضين، تكون الفتاة قادرة على الحفاظ على شعور بالسيطرة، وتقرر بالضبط كيف سيبدو الجنس بنفسها.[24]
- العامل الزائد (Over Factor): يتم تعريف العامل الزائد بشكل أكثر وضوحًا على أنه الإفراط في تناول الطعام أو الإفراط في الإنجاز للتعويض عن غياب الأب. ويمكن أن تصل شدة هذه السلوكيات إلى مستويات مماثلة للهوس و/أو الإدمان.[24]
- عامل الغيظ والغضب والاكتئاب (RAD Factor): يظهر أو يؤثر عامل الغيظ والغضب والاكتئاب (RAD) من خلال المشاعر التي تعبر عن نفسها كدافع للعوامل السابقة (مثل تأجيج الإنجاز الزائد أو فرط الرغبة الجنسية) وخلق اندفاع متزايد أو سلوك إجرامي، من بين عوامل أخرى.[24]